# ناحیه سانیه
ناحیه سانیه (به عربی: دائرة السانیة) یک ناحیه در الجزایر است که در استان وهران واقع شده‌است. ناحیه سانیه ۱۸۱٫۵۶ کیلومتر مربع مساحت و ۱۳۷٬۲۹۱ نفر جمعیت دارد.